# Mannequin (1987)
Mannequin ist eine US-amerikanische Fantasy-Filmkomödie aus dem Jahr 1987. Regie führte Michael Gottlieb, der gemeinsam mit Edward Rugoff auch das Drehbuch schrieb.

## Handlung
Im alten Ägypten versteckt sich Emma Isadora (im Original: Emma Hesire, alt-ägypt. für „Die von Re Gelobte“) vor ihrer Mutter, die sie mit einem Kameldunghändler verheiraten will. Aus Verzweiflung fleht Emma die Götter an, ihr zu helfen und verschwindet in einer Rauchwolke.
In den USA der heutigen Zeit lebt der Künstler Jonathan Switcher von Gelegenheitsjobs, u. a. in einem Betrieb, der Schaufensterpuppen herstellt. Weil er jedoch aus jeder Puppe ein Kunstwerk machen will, stellt er diese zu langsam fertig und wird entlassen. Auch die Beziehung zu seiner Freundin Roxie, die erfolgreich im Berufsleben steht, leidet unter dieser Situation. Als Roxie ihn eines Abends buchstäblich im Regen stehen lässt, entdeckt Jonathan in einem Schaufenster des Kaufhauses Prince & Company eine der Puppen wieder, die er bei seinem früheren Arbeitgeber zusammengebaut hatte und mit der ihn daher eine besondere Beziehung verbindet. 
Als er deshalb am nächsten Tag das Kaufhaus aufsucht und zufällig dessen Inhaberin Mrs. Timkin vor einem herabfallenden Firmenschild rettet, verschafft diese ihm eine Anstellung in ihrem Geschäft, das jedoch in finanziellen Schwierigkeiten steckt und vor der Übernahme durch den Konkurrenten Illustra steht. Jonathan nutzt seine Stelle als Laufbursche, um die Puppe zu suchen und schließlich auch zu finden. Der exzentrische Schaufensterdekorateur Hollywood, dem Jonathans Faible für die Puppe auf- und gefällt, macht ihn zu seinem Assistenten. Als Jonathan die Puppe während einer Nachtschicht für eine neue Dekoration einkleidet und dabei mit ihr spricht wie mit einem Menschen, wird sie plötzlich lebendig: Es ist Emma, die seit ihrer Flucht quer durch die Geschichte gereist ist. Sie kann jedoch nur für Jonathan lebendig werden, in Anwesenheit eines anderen Menschen verwandelt sie sich sofort wieder in eine Schaufensterpuppe zurück. Die beiden lernen sich kennen und verlieben sich schließlich ineinander, auch wenn Jonathan die für alle anderen Menschen ungewöhnliche Beziehung in viele komische Situationen bringt. Durch Emmas Inspiration gelingt es ihm jedoch, die großartigsten Schaufensterdekorationen der Stadt zu erstellen, was Prince & Company zu einem enormen Aufschwung verhilft. Der Plan des Konkurrenten Illustra, bei dem auch Roxie arbeitet, mittels des eingeschleusten Geschäftsführers Richards das bislang marode Kaufhaus billig zu erwerben, scheitert dadurch.
Jonathan wird zum Verkaufsdirektor befördert und später zum Vizepräsidenten ernannt. Nach erfolglosen Versuchen, Jonathan abzuwerben, lassen Roxie und ihr Chef, Illustras Regionaldirektor B.J. Wert, als Druckmittel die Puppe Emma entwenden. Da für Richards und den Wachmann Maxwell die Puppen zu ähnlich aussehen, nehmen sie vorsichtshalber alle mit. Jonathan verdächtigt sofort Roxie und eilt zu ihr. Als er nochmals ein Jobangebot zurückweist, wirft Roxie die Puppen auf ein Förderband zu einem Schredder. Gerade noch rechtzeitig kann Jonathan Emma retten, die sich durch Jonathans Liebe nun endgültig in einen Menschen verwandelt. Mrs. Timkin lässt Wert, der zuvor Roxie noch entlassen hat, sowie Richards und Maxwell festnehmen. Jonathan und Emma heiraten – in einem Schaufenster.

## Kritiken und Rezeption
Roger Ebert schrieb in der Chicago Sun-Times vom 13. Februar 1987, der Film sei „tot“. Die Nebencharaktere seien „aus gescheiterten Sitcoms wiederverwendet“ und würden genau das tun, was die Zuschauer erwarten würden, genau dann, wann die Zuschauer es erwarten würden.
Das Lexikon des internationalen Films meint: „Manchmal übermütige, dann eher dramaturgisch zerfahrene, dank sympathischer Darsteller aber überwiegend unterhaltende Komödie, die Leistungsdenken und Karriere-Kult karikiert.“
Die Chicago Tribune berichtete, nachdem der Film veröffentlicht war und an den Kinokassen großen Erfolg hatte, über die Eindrücke des Darstellers G. W. Bailey vom Set:

“We didn’t think it would ever be released,” he said. “It was beyond silliness. We would do outrageous double takes over the lines and say that we hadn’t done this kind of stuff since high school. And the director would say, ‘More. More. You’re going in the right direction with it.’ Going in the right direction! We didn’t believe this. But suddenly the movie is released, and here’s this old-fashioned, silly love story very loosely based on ‘One Touch of Venus’, and there’s not one dirty word in it.” The critics trampled the picture; the public, much to Bailey’s surprise, loved it.

„Wir glaubten nicht wirklich, dass der Film jemals veröffentlicht werden würde“, sagte er. „Es war mehr als albern. Wir sollten hanebüchene double takes aufgrund des Drehbuchs spielen und meinten, dass wir so etwas seit der High School nicht mehr gemacht hatten. Und der Regisseur sagte nur: ‚Mehr. Mehr. Ihr seid auf dem richtigen Weg.‘ Wir auf dem richtigen Weg! Das haben wir nicht geglaubt. Aber plötzlich wird der Film veröffentlicht und hier ist diese altmodische, alberne Liebesgeschichte, die sehr lose auf ‚Venus macht Seitensprünge‘ basiert, und es gibt kein Schimpfwort darin.“ Die Kritiker verrissen den Film; das Publikum liebte ihn, sehr zu Baileys Überraschung.

## Auszeichnungen
Albert Hammond und Diane Warren wurden im Jahr 1988 für den Song Nothing’s Gonna Stop Us Now für den Oscar wie auch für den Golden Globe Award und den Grammy Award nominiert. Sie gewannen den Film and Television Music Award der American Society of Composers, Authors and Publishers. Der Song wurde gesungen von Starship und erreichte in den USA und im Vereinigten Königreich Platz 1.
Andrew McCarthy und – in zwei Kategorien – Michael Gottlieb gewannen im Jahr 1987 Preise des italienischen Mostra Internazionale del Film de Fantascienza e del Fantastico di Roma (Fantafestival). Michael Gottlieb gewann im Jahr 1988 einen Preis des portugiesischen Filmfestivals Fantasporto und wurde für einen weiteren Preis des Festivals nominiert.

## Hintergründe
- Regisseur und Co-Drehbuchautor Michael Gottlieb wurde zu dem Film durch ein Erlebnis in New York inspiriert, als er an einem Schaufenster vorbeiging und sah, wie sich eine Schaufensterpuppe von selbst zu bewegen schien. Er erkannte, dass es sich um eine Illusion handelte, die durch eine Kombination aus Licht und Schatten herbeigeführt wurde, und begann sich zu fragen, was passieren würde, wenn eine Schaufensterpuppe tatsächlich zum Leben erweckt würde.

- Kim Cattrall sah in dem Film rückblickend einen wichtigen Schritt in ihrer Karriere, in der sie bis dato vornehmlich Nebenrollen als Ergänzung zu männlichen Hauptdarstellern verkörpert habe und nun erstmals als Protagonistin im Mittelpunkt des Drehs stand.[5]

- Der Film wurde in Philadelphia und in Camp Hill, Pennsylvania gedreht.[6] Er kostete 7,9 Millionen US-Dollar und spielte in den Kinos der USA ca. 42,7 Millionen US-Dollar ein.[7][8] Dies entspricht inflationsbereinigt im Jahr 2023 rund 115 Millionen US-Dollar.

- Die Idee des Lebendigwerdens einer Skulptur entstammt der Sage von Pygmalion aus der griechischen Mythologie.